# Perutnina Ptuj
Perutnina Ptuj is een voormalige wielerploeg uit Slovenië. 
De ploeg was vooral in 2006 erg succesvol en wist vele overwinningen te boeken, vooral de sprinter Borut Božič was vaak zegezeker. Eind 2006 vertrok Božič echter naar de professionele continentale ploeg Team LPR. Samen met Božič gingen ook enkele andere renners weg, onder wie Jure Golčer. In totaal gingen er zeven renners naar een andere ploeg en omdat Perutnina ook geen nieuwe aankopen deed, was de ploeg in 2007 een stuk magerder dan het jaar ervoor.

## Ploegen per jaar
- Ploeg 2006
- Ploeg 2007

## Bekende (oud-)renners
- Manuele Mori (2002)
- Martin Hvastija (2005)
- Borut Božič (2004-2006)
- Jure Golčer (2002, 2006)
- Luka Rakuša (2008, 2011)